# Мясищев, Владимир Михайлович
Влади́мир Миха́йлович Мяси́щев (15 [28] сентября 1902, Ефремов, Тульская губерния, Российская империя — 14 октября 1978, Москва) — советский авиаконструктор, генерал-майор-инженер (1944), генеральный конструктор ОКБ-23, доктор технических наук (1959), профессор (1947), заслуженный деятель науки и техники РСФСР (1972), Герой Социалистического Труда, лауреат Ленинской премии, почётный гражданин Тульской области (2017). Почётный гражданин города Жуковского.

## Биография
Родился в семье купца второй гильдии в Ефремове Тульской губернии. В автобиографии указывал, что родился в семье служащего. Детство и юность прошли в Ефремове, здесь он окончил в 1918 году реальное училище. В 1920 году поступил в Московское высшее техническое училище (МВТУ), которое окончил в 1926 году.

### Деятельность
С 1923 года занимался конструкторской деятельностью на научно-опытном аэродроме. Прошёл большой творческий путь конструктора, учёного, педагога. В студенческие годы работал в ЦИАМ, в отделе В. Я. Климова и занимался авиационными двигателями, которые в СССР только начинали проектироваться. Несколько позже Мясищев был конструктором на научно-опытном аэродроме ВВС, а затем, как и многие авиационные конструкторы, в течение ряда лет работал в отделе опытного самолётостроения Центрального аэрогидродинамического института (ЦАГИ).
В. М. Мясищев, ещё будучи студентом МВТУ, совмещал учёбу с работой на научно-опытном заводе в качестве чертёжника, а затем конструктора. В дипломном проекте он разрабатывал тему цельнометаллических истребителей. Придя после окончания МВТУ в АГОС (аэрогидроопытное строительство) ЦАГИ, Мясищев стал работать в отделе, который возглавлял А. Н. Туполев, на первых порах — в бригаде крыла под руководством В. М. Петлякова. В этот период проектировался самолёт ТБ-1, затем ТБ-3, и В. М. Мясищев принимал участие в разработке крыльев для этих машин. Мясищев занимался также конструированием фюзеляжа из тонкостенных хромоникелевых труб, причём задача состояла не только в освоении, но и в налаживании производства таких труб. Конструкция фюзеляжа себя полностью оправдала: самолёт ТБ-3 имел два бомбоотсека размером 2×5 м и мог нести бомбовую нагрузку до 10 т. Проектирование ТБ-3 явилось преддверием постройки самолёта «Максим Горький». Разработкой крыла для этой машины занимался Мясищев. Затем Владимир Михайлович перешёл в специализированное КБ А. Н. Туполева, которое выделилось из ЦАГИ в самостоятельную организацию. В новом бюро В. М. Мясищеву было поручено заниматься экспериментальными самолётами.
В период 1937—1938 годы Мясищев организовал и выполнил переработку документации и налаживание на заводе № 84 в Химках серийного производства транспортного самолёта Douglas DC-3 фирмы Дуглас. Творческая переработка конструкции применительно к отечественной технологии и установка отечественных двигателей позволили создать улучшенную модификацию этого самолёта — Ли-2. В СССР было выпущено около 14 000 машин (в различных вариантах), прослуживших в авиации почти 40 лет.

### Работа под арестом
4 января 1938 года В. М. Мясищев был арестован и 28 мая 1940 года был приговорен к 10 годам заключения по обвинению во «вредительстве». Находясь в заключении, он работал в «спецтехотделе» и проектировал, как и А. Н. Туполев, и В. М. Петляков, свой вариант высотного истребителя «ВИ-100». Уже 25 июля 1940 года он был досрочно освобождён из заключения (но реабилитирован был лишь в 1955 году).
Владимир Михайлович начал проектировать высотный бомбардировщик и быстро подготовил эскизный проект самолёта, что явилось основанием для «верхних инстанций» создать конструкторское бюро под его руководством. В нём и была продолжена работа над самолётом, и в 1938 году Владимир Михайлович представил рабочий проект дальнего высотного бомбардировщика ДВБ-102 с двумя мощными опытными двигателями М-120. Самолёт имел много прогрессивных решений: шасси с носовой стойкой, герметичные кабины для экипажа и оборудования, дистанционно управляемое оборонительное вооружение. В начале войны на эвакуированном заводе выпускаются два первых опытных самолёта этого типа. Самолёт имел двухкилевую схему хвостового оперения.
На государственных испытаниях самолёт достиг скорости полёта 565 км/ч и высоты 11 500 м, однако дальность полёта оказалась равной 2230 км, что было значительно ниже запроектированной, и самолёт в серию не пошёл. В 1942 году один из самолётов совершил перелёт в Москву.
После трагической гибели в 1942 году конструктора В. М. Петлякова возникла необходимость в продолжении работ по дальнейшему совершенствованию самолёта Пе-2 — основного пикирующего бомбардировщика советской авиации. В связи с этим часть сотрудников ОКБ и сам В. М. Мясищев были направлены на серийный завод, где выпускались самолёты Пе-2. За годы войны появилось не менее восьми модификаций этого бомбардировщика.
Необходимость в истребителе, обладавшем большой дальностью полёта, привела к созданию самолёта ДИС — дальнего истребителя сопровождения. Машина прошла заводские испытания. Дальность полёта без подвесных баков составляла 1700 км, а с подвесными баками — почти 4000 км. Это была, по существу, летающая крепость, так как самолёт имел две пушки калибра 20 мм в носовой части фюзеляжа, две пушки 37 мм (или 45 мм) снизу и одну пушку сверху. Скорость полёта ДИС на 50 км/ч превышала скорость немецкого истребителя Bf.109.
В ОКБ В. М. Мясищева во время войны продолжались работы и по созданию бомбардировщиков. В частности, летом 1944 года был построен дальний высотный бомбардировщик ДВБ-108, внешне похожий на Пе-2И, но обладавший более мощными двигателями. Ведущим конструктором самолёта был Михаил Кузьмич Янгель, будущий создатель советской ракетно-космической техники.
В конце 1945 года руководимый В. М. Мясищевым коллектив ОКБ разработал проект реактивного бомбардировщика РБ-17 с четырьмя турбореактивными двигателями РД-10. Самолёт имел две герметичные кабины и трёхколёсное шасси, убирающееся в фюзеляж. Проектная скорость составляла 800 км/ч.
В октябре 1945 года большая группа работников ОКБ и серийного завода во главе с В. М. Мясищевым была награждена высокими правительственными наградами, однако через некоторое время конструкторское бюро было расформировано, что мотивировалось его малой отдачей, а сам Владимир Михайлович был назначен деканом самолётного факультета Московского авиационного института им. С. Орджоникидзе; впоследствии профессор В. М. Мясищев стал заведовать кафедрой на этом факультете .

### Воссоздание ОКБ (1951)
24 марта 1951 года решением правительства было воссоздано ОКБ главного конструктора В. М. Мясищева, перед которым ставится задача — создать стратегический реактивный самолёт, высота и дальность полёта которого в 1,5-2 раза, а взлётная масса в 3-4 раза превышали бы данные самолётов, имевшихся на вооружении. Большая поддержка новому ОКБ была оказана заместителем Председателя Совета Министров СССР В. М. Малышевым.
Несмотря на скептицизм, высказывавшийся по поводу возможности создания подобного самолёта (в частности, А. Н. Туполев, которому первоначально ставилась задача создания такого самолёта, категорически от выполнения её отказался и аргументировал свою позицию лично И. В. Сталину), Мясищев незамедлительно приступил к выполнению поставленной задачи, начав с организации сплочённого творческого коллектива энтузиастов. Владимир Михайлович смело привлекал к разработкам студенческую молодёжь, охотно помогавшую в проведении расчётов с целью обосновать возможности постройки самолёта. В работу по обеспечению создания самолёта было вовлечено большое число заводов-смежников.

### M-4

М-4 (другой вариант 3М)

20 января 1953 года состоялся первый полёт стратегического межконтинентального реактивного бомбардировщика М-4 (103М) под управлением экипажа лётчика-испытателя Ф. Ф. Опадчего.
Самолёт был запущен в серийное производство, одновременно в КБ проводились работы, направленные на увеличение дальности полёта этого самолёта, для чего отрабатывалась дозаправка топливом в полёте, а также возможность использования его в транспортном и пассажирском вариантах. Владимир Михайлович был настроен оптимистично и стремился как можно полнее удовлетворить требования представителей ВВС, предлагая новые перспективные работы по созданию сверхзвукового тяжёлого бомбардировщика.
С появлением серийных истребителей со сверхзвуковой скоростью полёта и усилением средств ПВО конструкторское бюро В. М. Мясищева проработало схемы новых тяжёлых бомбардировщиков с турбореактивными двигателями, обеспечивающими сверхзвуковую и околозвуковую скорость полёта. Анализ, проведённый в КБ, показал, что для таких самолётов оптимальной является схема с треугольным крылом.

### М-50

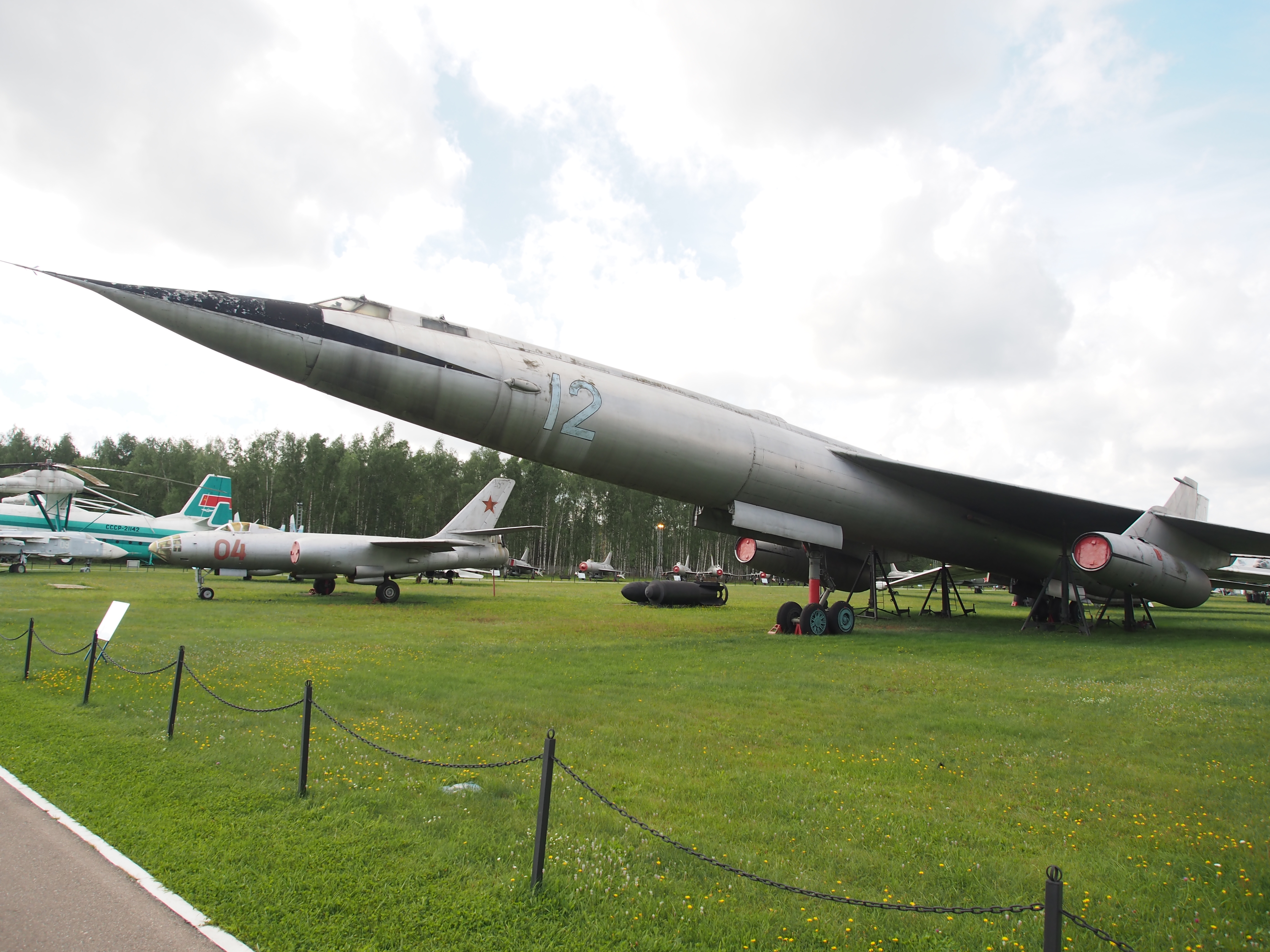
М-50

В 1961 году на воздушном параде в Тушине состоялся первый показ сверхзвукового ракетоносца М-50. Для постройки этого самолета потребовались не только широкие аэродинамические исследования, но и разработка конструкции планера из крупногабаритных прессованных панелей, исключающих трудоёмкий процесс клёпки. Кроме того, была освоена герметизация больших объёмов крыла и фюзеляжа, которые использовались как ёмкости для топлива.

### Руководитель ЦАГИ
Но в 1960 году ОКБ В. М. Мясищева по решению правительства было расформировано, а штат передан в ОКБ-52 В. Н. Челомея, работавшего по ракетно-космической тематике. Владимир Мясищев был назначен руководителем ЦАГИ, которым он руководил в 1960—1967 годах . Этот период характеризовался широкими исследованиями в области больших сверхзвуковых скоростей для летательных аппаратов как обычных, так и принципиально новых схем (самолёты с изменяемой стреловидностью крыла, вертикальных взлёта и посадки и др.).
Оригинальным применением одного из самолётов КБ В. М. Мясищева — ВМ-Т «Атлант» — явилось использование его в качестве самолёта-носителя советского корабля многоразового использования «Буран» для доставки его с аэродрома завода-изготовителя на космодром Байконур

### Генеральный конструктор и руководитель ЭМЗ
В 1966 году был учреждён Экспериментальный машиностроительный завод, в который объединили филиалы машиностроительного завода им. М. В. Хруничева и Конструкторского бюро № 90 филиала № 1 ОКБ-52 Министерства общего машиностроения СССР в Жуковском. В. М. Мясищев снова был назначен генеральным конструктором воссозданного ОКБ, а в 1967 году и руководителем ЭМЗ. Здесь под его руководством проводились работы по увеличению дальности полёта за счёт ламинаризации обтекания, использованию композиционных материалов, проектировались стратегические бомбардировщики М-18 и М-20. В 1976 году ЭМЗ вошёл в состав НПО «Молния», которое занималось разработкой корабля многоразового использования «Буран».

## Известные работы

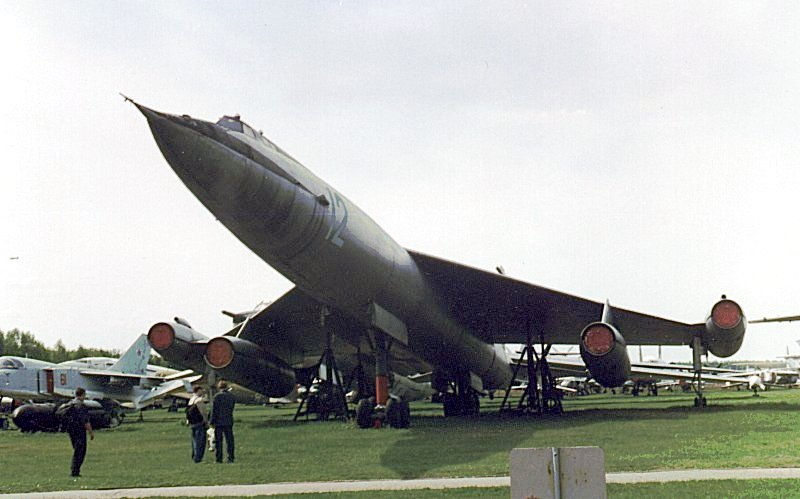
М-50, Монино

- М-4 — стратегический бомбардировщик. Первый полёт в 1953 году. М-4 был первым в мире реактивным тяжёлым бомбардировщиком поступившим на вооружение. Было построено 32 серийных самолёта. М-4 — первый серийный самолёт В. Мясищева.[8]
- 3М/М-6 — стратегический бомбардировщик; модификация М-4 с увеличенной дальностью полёта. Первый полёт в 1956 году. Экипаж 8 человек. Было построено 74 серийных ЗМ. Бомбардировщики ЗМ стояли на вооружении до 1985 года. В конце 1970-х по советско-американскому договору о сокращении стратегических наступательных вооружений стали переоборудоваться в заправщики. Как заправщики эксплуатировались до начала 1990-х годов. Последний полет выполнен 21 марта 1994 года.
  - ВМ-Т «Атлант» — тяжёлый транспортный самолёт. Первый полёт в 1981 году. Создан на базе бомбардировщика ЗМ, для транспортировки крупногабаритных элементов ракеты-носителя «Энергия» и челнока «Буран» на Байконур. Испытание и первые полёты ВМ-Т проходили уже после смерти В. М. Мясищева. Всего было построено три экземпляра, из них два летающих. Самолёт эксплуатировался с 1982 по 1989 годы.[9]
- М-50 — стратегический сверхзвуковой бомбардировщик с межконтинентальной дальностью полёта. Экипаж два человека. Первый полёт в 1959 году. Всего М-50 совершил 19 испытательных полётов, однако характеристики двигателей, под которые проектировался самолёт, так и не удалось довести до требуемых. Работы по М-50 были прекращены в 1961 году.[10]
- М-18 — Стратегический бомбардировщик с изменяемой геометрией крыла. Разрабатывался ударно-разведывательный вариант самолёта для нанесения ракетно-ядерного и бомбового удара по удалённым стратегическим объектам, а также для ведения стратегической разведки. Максимальная дальность полёта должна была составлять 16-18 тыс. км. Проект был закончен к 1972 году, но МАП было принято решение материалы проекта М-18 передать в ОКБ Туполева.[11]
- М-20 — стратегический двухрежимный самолёт-ракетоносец. Работы по тяжёлому стратегическому бомбардировщику завершились на этапе проектирования, но послужили основой для последующих работ.[12]
- М-17 «Стратосфера» — высотный дозвуковой самолет для перехвата автоматических дрейфующих аэростатов. Первый полёт в 1978 году. Впоследствии использовался в научных программах по исследованию озонового слоя. В 1990 году самолётом был установлен мировой рекорд высоты полёта — 21 800 метров.[13]

## Семья
- Летом 1927 года женился на Елене Александровне Спендиаровой (1905—1981), дочери армянского композитора Александра Афанасьевича Спендиарова.
  - В 1930 году у них родилась дочь Мария.
    - Внучка: Дарья Мясищева — гражданская жена и мать детей российского актёра Павла Деревянко.

## Память

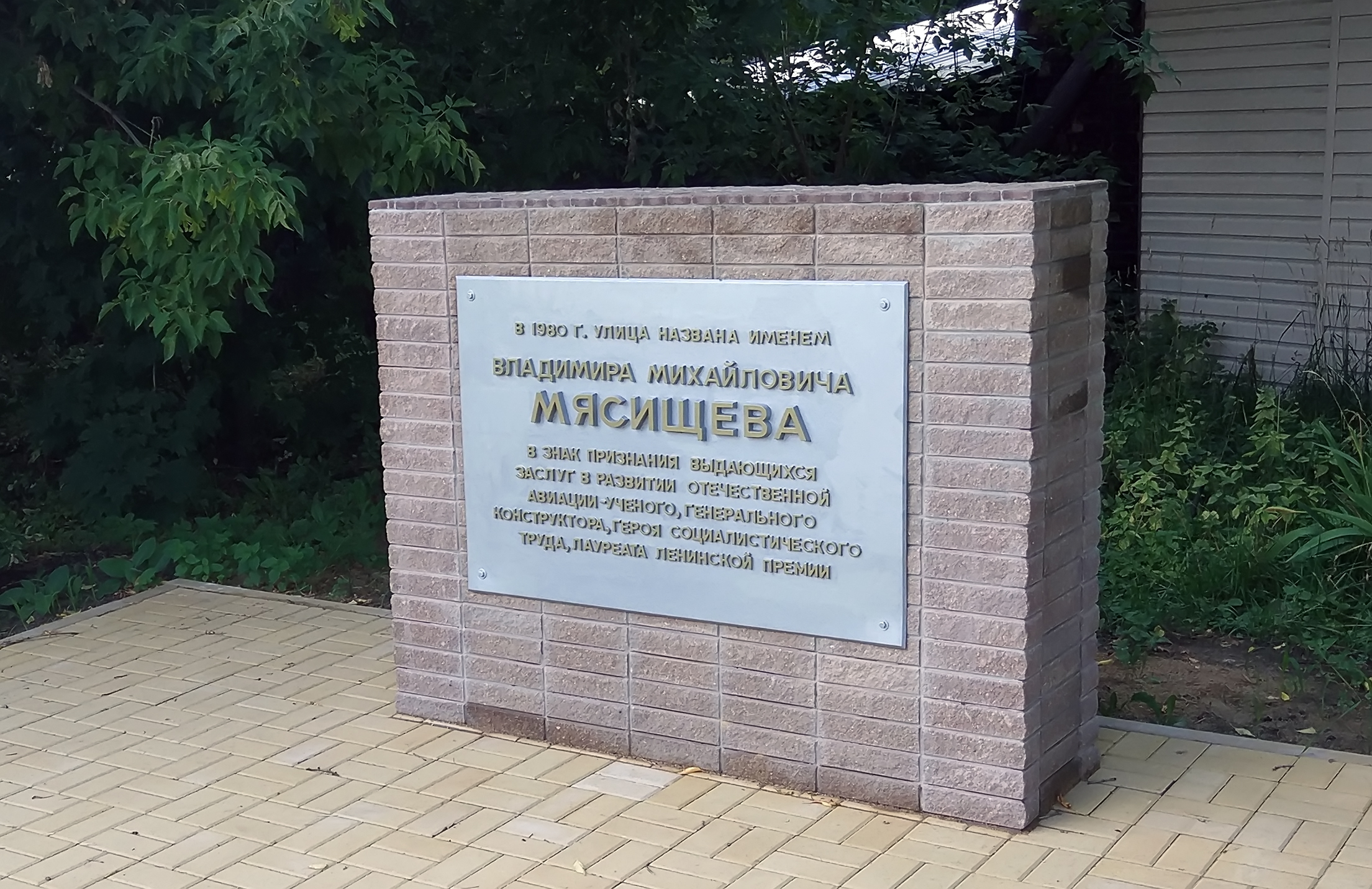
Аннотационная доска памяти В. М. Мясищева, установленная в начале улицы его имени в городе Жуковском

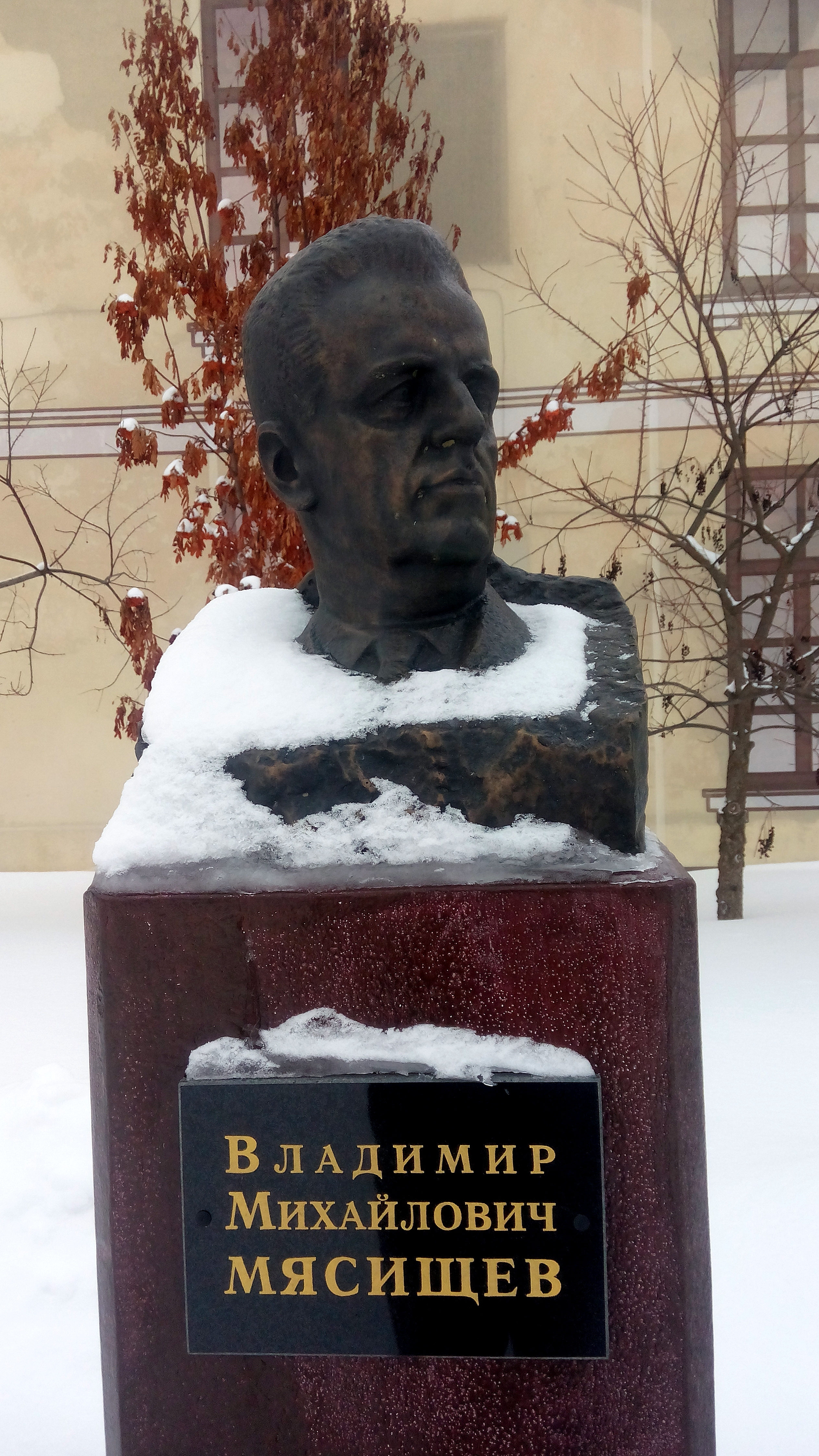
Памятный бюст В. М. Мясищева в сквере его имени в городе Ефремове

- В 1980 году в подмосковном городе Жуковском появилась улица Мясищева.
- В Москве на доме, где жил Мясищев (Романов переулок, дом 3), открыта памятная доска.
- В 1990-е годы в его честь названа улица в новом частном секторе города Ефремова.
- В 2002 году Минсвязи России выпустило почтовый конверт, посвящённый 100-летию со дня рождения Мясищева.
- 9 сентября 2003 года в его честь в Москве названа улица Мясищева в районе Филёвский Парк Западного административного округа.
- Экспериментальный машиностроительный завод в Жуковском, основанный под руководством Мясищева, носит его имя.
- В Ефремове в художественно-краеведческом музее открыт зал, посвящённый В. М. Мясищеву.
- 28 сентября 2017 года, в день 115-летия великого авиаконструктора, на школе № 1 в Ефремове открыта памятная доска, посвящённая Владимиру Михайловичу.
- 28 сентября 2018 года, в день 116-летия великого авиаконструктора, в сквере В. М. Мясищева в Ефремове открыли бюст, посвящённый Владимиру Михайловичу.
- 16 октября 2019 года приказом генерального директора АО «ГКНПЦ им. М. В. Хруничева» А. Г. Варочко филиалу Общества — КБ «Салют» — присвоено имя В. М. Мясищева.
- 28 сентября 2022 года в Ефремове открылся дом-музей Владимира Мясищева[14].